# Вільгельм Шмальц
Вільгельм Шмальц (нім. Wilhelm Schmalz; 1 березня 1901, маєток Ройссен, Ландсберг — 14 березня 1983, Браунфельс) — німецький воєначальник, генерал-лейтенант люфтваффе (30 січня 1945). Кавалер Лицарського хреста Залізного хреста з дубовим листям.

## Біографія

Члени Німецької кавалерійської кінної команди. Шмальц — крайній ліворуч (США, 1928).

1 квітня 1919 року вступив в 3-ю морську бригаду, яка діяла спільно з добровольчою дивізією Пауля фон Леттов-Форбека. Служив в кавалерії. Член Олімпійської команди з верхової їзди. З 1 січня 1931 року —  інструктор верхової їзди кавалерійської школи в Ганновері, з 1 жовтня 1934 року — командир ескадрону 16-го кінного полку, з 15 жовтня 1935 року — командир роти 2-го мотоциклетного стрілецького батальйону. 1 жовтня 1936 року переведений у Військове міністерство радником, а 1 жовтня 1938 року — в штаб 11-го кавалерійського полку.
З 1 квітня 1939 року — командир батальйону 11-го стрілецького полку. Учасник Польської і Французької кампаній. З 1 листопада 1940 року — командир 59-го мотоциклетного батальйону, з 1 лютого 1942 року — 11-го моторизованого полку. Учасник німецько-радянської війни. 1 січня 1943 року відряджений в Південну Францію і призначений командиром групи дивізії «Герман Герінг» нового формування. 1 травня 1943 року переведений в люфтваффе і зайняв пост командира гренадерської бригади особливого призначення танкової дивізії «Герман Герінг». З 16 квітня 1944 року — командир танково-парашутної дивізії «Герман Герінг», з 4 жовтня 1944 року — танкового парашутного корпусу «Герман Герінг». 8 травня 1945 року взятий в полон американськими військами. Постав перед Італійським військовим трибуналом за звинуваченням у військових злочинах (у вбивстві 146 цивільних італійців бійцями його дивізії). У 1950 році виправданий і звільнений.

## Нагороди
- Хрест Левенфельда
- Німецький імперський спортивний знак
- Медаль «За вислугу років у Вермахті» 4-го, 3-го і 2-го класу (18 років)
- Залізний хрест
  - 2-го класу (14 вересня 1939)
  - 1-го класу (16 жовтня 1939)
- Лицарський хрест Залізного хреста з дубовим листям
  - лицарський хрест (28 листопада 1940)
  - дубове листя (№357; 23 грудня 1943)
- Німецький хрест в золоті (8 лютого 1942)
- Медаль «За зимову кампанію на Сході 1941/42»
- Орден «За хоробрість» 4-го ступеня, 1-й клас (Болгарія)
- Нагрудний знак люфтваффе «За наземний бій»